# Carl Bro
Carl Kruse Poulsen Bro (født 13. februar 1926 i Debel på Fur – død 1. november 2006) var en dansk civilingeniør. Han var søn af købmand Rasmus Henrik Kruse Poulsen Bro og hustru Magda Mikkelsen og døbt Karl. Han stiftede i 1959 virksomheden Carl Bro Gruppen, der i 2006 blev en del af den hollandske rådgivende ingeniørvirksomhed Grontmij. Efter en kortere periode med navnet Grontmij | Carl Bro skiftede den danske del af virksomheden i 2011 navn til Grontmij. Firmaet er i dag en del af den Svenske  Sweco- koncern.
Carl Bro var en foregangsmand i Danmark, hvad gælder flexordning for medarbejderne, og han var blandt de første til at indføre medarbejderaktier. 

## Ekstern kilde/henvisning
- Carl Bro er død – artikel på politiken.dk
- Carl Bros Historie – side på Grontmij.dk
- Carl Bro på gravsted.dk